# 四十五條關注組
《基本法》第45條關注組（簡稱四十五條關注組），是香港一個政治團體，由多名法律界人士組成，公民黨的前身，以爭取香港普選香港特別行政區行政長官和香港立法會為目標。

## 歷史
2003年香港政府推動置《香港特別行政區基本法》第二十三條立法，推出國家安全（立法條文）條例草案期間，包括余若薇、梁家傑、陳景生、陳文敏、戴大為和湯家驊在內的多名法律界人士成立了《基本法》二十三條關注組（簡稱二十三條關注組），反對《基本法》第二十三條立法。在《香港特別行政區基本法》第二十三條擱置立法後，二十三條關注組於2003年11月13日改組為《基本法》第45條關注組，探討如何落實2007年及2008年普選香港特別行政區行政長官和香港立法會。除了二十三條關注組的成員外，四十五條關注組的成員亦包括陸恭蕙和帝理邁。
四十五條關注組創辦了免費派發的《A45》月報，由吳靄儀擔任總編輯，向公眾解釋關注組關於政改的立場，至2007年中休刊。此外，關注組亦創立了A45網絡電台（亦稱為Radio45）向公眾講解法律、政治等問題以及參與2004年七一遊行。
2004年香港立法會選舉，四十五條關注組派出余若薇、吳靄儀、梁家傑和湯家驊四人出選，結果全部成功當選。同年9月17日，中聯辦副主任鄒哲約見四名當選的成員，討論雙普選、《基本法》第23條立法、向民主派人士發還回鄉證等話題。
同年10月，行政會議成員劉兆佳向傳媒表示行政會議曾討論委任關注組成員梁家傑為行政會議非官守成員，惟最終沒有成事。
2005年12月1日，四十五條關注組在《A45》月報中表示準備成立新政黨，以成為執政黨為目標，更不排除派員參加2007年香港特別行政區行政長官選舉和2008年香港立法會選舉。吳靄儀期望新政府能夠與民主黨建立良性競爭關係，而時任民主黨主席李永達認為新政黨的成立對香港政府有正面作用，並稱兩黨有合作的空間。2006年3月19日，四十五條關注組正式改組為公民黨成立。

## 立場
四十五條關注組支持2007年香港特別行政區行政長官選舉和2008年香港立法會選舉進行普選。關注組建議以循序漸進的方式達致普選，並提出在2007年行政長官選舉中將選舉委員會改為提名委員會，由委員會提名行政長官候選人，再由香港市民以一人一票的方式選出行政長官。關注組亦認為提名必須由提名委員會集體決定，不可循其他方法過濾持特定政見的候選人，否則將不符合《人權公約》第25條定義下的普選。
2004年4月26日，第十屆全國人民代表大會常務委員會通過《全國人民代表大會常務委員會關於香港特別行政區2007年行政長官和2008年立法會產生辦法有關問題的決定》，訂明在2007年及2008年普選香港特別行政區行政長官和香港立法會。關注組翌日召開記者會，批評人大常委的決定「超越了《基本法》所賦予的權力」，認為有關決定缺乏決理依據。其後，四十五條關注組與民主派堅持就普選進行公投。

## 評價
根據香港大學民意研究計劃在2004年8月和2015年初的調查，四十五條關注組在「市民最熟悉的政治團體」中名列榜首。張炳良認為這項排名反映關注組溫和的形象和專業的見解獲得香港人的認同。陳麗君教授認為四十五條關注組的優勢在於其專業形象，以及能夠和中共中央溝通。
許崇德曾批評四十五條關注組在討論選出行政長官的方法時，忽略了中共中央的任命權，他亦批評關注組在香港立法會提出傳召時任特首董建華就沙士事件作供是違反《基本法》的行為。時事評論員蔡子強認為曾蔭權提出的政改方案被否決後，中央政府對四十五條關注組的態度變得保守，質疑關注組招攬前政府高官加入公民黨的可行性。